# American Institute of Architects
Pour les articles homonymes, voir AIA.
L'American Institute of Architects (AIA) (en français l'« Institut des architectes des États-Unis ») est une organisation professionnelle d'architectes américains des États-Unis. Fondé en 1857, l'institut mène diverses activités et programmes de soutien à la profession et à son image auprès du public, ainsi que la remise de récompenses comme la médaille d'or de l'AIA et l'Architecture Firm Award (en).
Les lettres post-nominales sont FAIA.

## Historique
Louise Bethune est la première femme membre de l'American Institute of Architects et est nommée Fellow de l'AIA en 1889

## Membres d'honneur
- Henry Martyn Congdon (1834-1922), architecte et designer américain, était fellow et secrétaire
- Christian de Portzamparc (1944-), architecte français